# ولاية دورانغو
دورانغو (بالإسبانية: Durango)‏ واسمها رسميا ولاية دورانغو الحرة وذات السيادة (بالإسبانية: Estado Libre y Soberano de Durango)‏ واسمها بلغة تيبيوان هو كوريان Korian وبلغة الناواتل تيبيواكان Tepēhuahcān، هي إحدى ولايات المكسيك الواحدة والثلاثين. تقع الولاية في شمال غرب المكسيك. ويبلغ عدد سكانها 1,632,934 نسمة، وهي بها صاحبة ثاني أدنى كثافة سكانية في المكسيك بعد ولاية باخا كاليفورنيا سور. عاصمة الولاية هي مدينة فيكتوريا دي دورانغو، والتي سميت على اسم أول رئيس للمكسيك، غوادالوبي فيكتوريا.

## أعلام
- أنطونيو كارديناس رودريغيز
- أنطونيو بينيا دياز
- ريكاردو كاسترو